# Hierodula gigliotosi
Hierodula gigliotosi är en bönsyrseart som beskrevs av Werner 1922. Hierodula gigliotosi ingår i släktet Hierodula och familjen Mantidae. Inga underarter finns listade i Catalogue of Life.